# Nelson-emlékoszlop
A Nelson-emlékoszlop Londonban, a Trafalgar téren áll, és a 18-19. század híres angol hadvezérének, Horatio Nelson tengernagynak állít emléket.

## Története

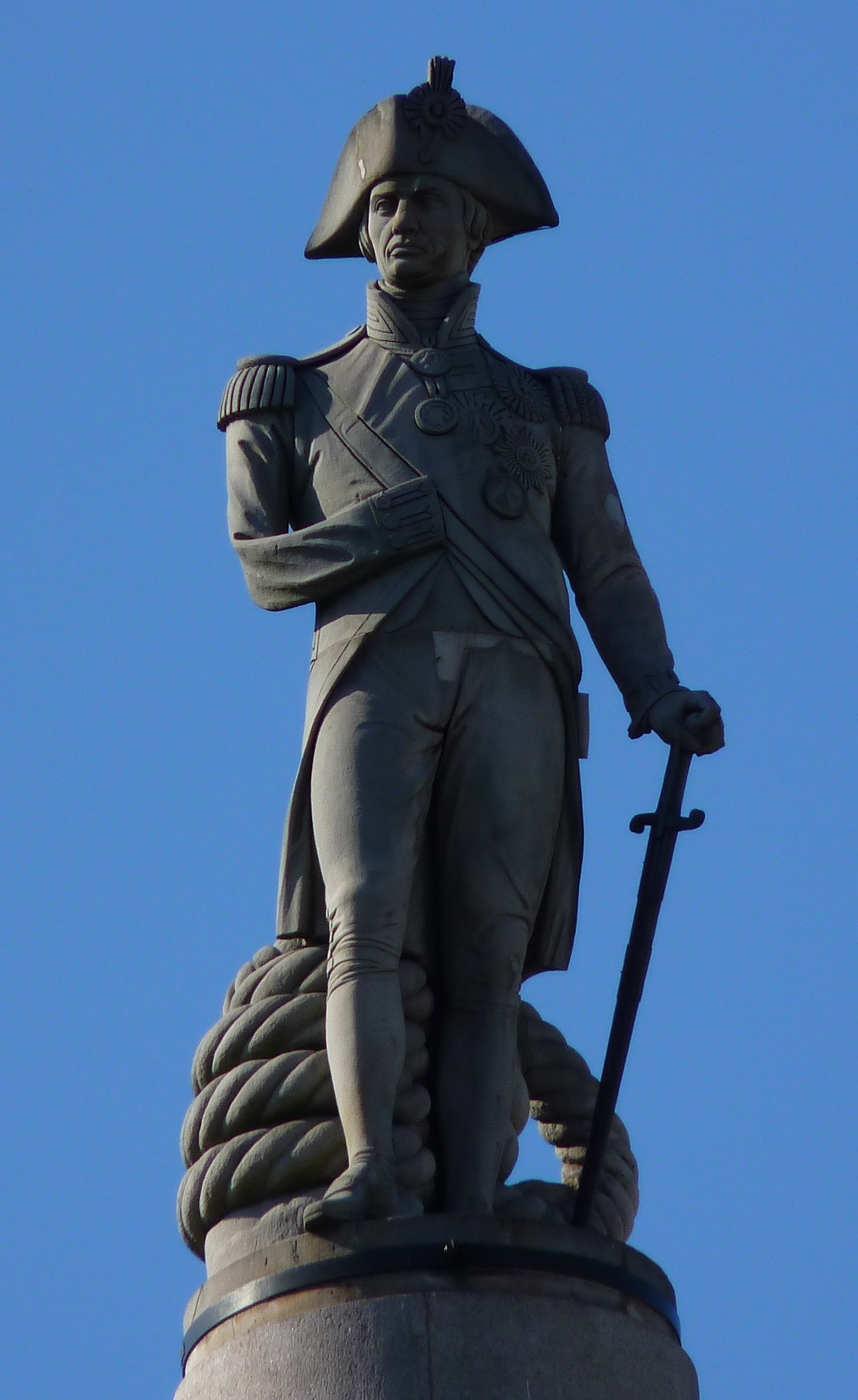
Horatio Nelson

A térnek nevet adó, 1805-ös trafalgari csata a napóleoni háborúk egyik legfontosabb tengeri ütközete volt, amelyben Nelson megverte a francia hajóhadat, de maga is életét vesztette. Habár Nelson közkedvelt hőse volt Angliának, emlékművére hosszú ideig nem volt pénz. 1838-ban egy pénzügyi alap jött létre Londonban egy emlékmű finanszírozására. Először a kiszemelt helyszínt, a mai Trafalgar teret biztosították, majd megbízták William Railtont a tervezéssel. A pénz magánszemélyektől gyűlt össze, az összeg egynegyedét I. Miklós orosz cár biztosította.
Railton tervei alapján készült el dartmoori gránitból, valamint bronzból az oszlop. A korinthoszi oszlop tetején álló 5,5 méteres Nelson-szobor Edward Hodges Baily munkája. Nelsont ikonikus pózban ábrázoljaː hiányzó jobb karja miatt üres kabátujja feltűzve, bal keze a föld felé mutató kardjára támaszkodik. Mellkasán láthatók a korábbi katonai eredményeiért kapott kitüntetések, mögötte kötéltekercs, amely a hajózás hangulatát idézi meg, valamint strukturális támasztékot nyújt a szobornak.
Az oszlop tetején kibomló akantuszleveleket egy beolvasztott öreg ágyú fémjéből öntötték a hiedelem szerint. A szobrot 1843. november 4-én emelték a helyére. A munka utolsó szakaszában elfogyott a pénz, de a kincstár kisegítette az alapot. A teljes költség 47 ezer font lett. Az emlékmű 51,6 méter magas. Korábban úgy tudták, hogy 5,49 méterrel magasabb, de egy 2006-os tisztítás során pontosan megmérték. Súlya 2500 tonna. A Nelson-szobor homokkőből van, egy villámcsapás megrongálta az egyik vállát 1896-ban.
A talapzaton négy négyzet alapú bronzpanelt helyeztek el, amelyeken jeleneteket örökítettek meg Nelson leghíresebb ütközeteiből, a nílusi csatából, a St Vincent-foki összecsapásból, a koppenhágai csatából és a trafalgari ütközetből. Az első W. F. Woodington, a második M. L. Watson és W. F. Woodington, a harmadik John Ternouth, a negyedik pedig J. E. Carew alkotása. A paneleket beolvasztott francia ágyúk anyagából öntötték.
A négy bronzoroszlán csak 1867-ben került a talapzatra. John Graham Lough kapott megbízást az oroszlánok elkészítésére, de miután konzultált Railtonnal, lemondott a munkáról, mert nem akart az építész megkötései szerint dolgozni. Végül Sir Edwin Landseer vállalta Carlo Marochetti szobrásszal a feladatot. 